# Hylaeus papuanus
Hylaeus papuanus är en biart som först beskrevs av Hirashima och Roberts 1986.  Hylaeus papuanus ingår i släktet citronbin, och familjen korttungebin. Inga underarter finns listade i Catalogue of Life.